# Asbecesta purpureipennis
Asbecesta purpureipennis es un coleóptero de la familia Chrysomelidae. Fue descrita científicamente por primera vez en 1959 por Bryant.